# Drobinsko
Drobinsko je naselje s 13 hišam v Občini Šentjur. Je razloženo naselje na prehodu Voglanjskega gričevja v Vzhodno posavsko hribovje. Leži na severovzhodnih pobočjih pod sv. Heleno. 
Razteza se vse do dna Drobinskega potoka, ki je nižje zajezen v Slivniško jezero, katerega zgornji del se zajeda v zaselek. 
Predel ob Drobinskem potoku je edini ravni del vasi. Ostalo področje je izrazito hribovito.